# Das Haus der 101 Dalmatiner
Das Haus der 101 Dalmatiner (orig. 101 Dalmatian Street) ist eine Disney-Zeichentrickserie, die von 2018 bis 2020 erstausgestrahlt wurde. Ihre deutschsprachige Premiere hatte sie am 15. Dezember 2018 auf dem Disney Channel. Es gibt insgesamt 26 Folgen mit meist zwei 11-minütigen Segmenten. Die Serie wurde von Passion Animation Studios produziert, das kanadische Studio Atomic Cartoons verantwortete die Animation. Serienschöpfer sind Anttu Harlin und Joonas Utti von Gigglebug Entertainment, die auch eine Folge produziert haben.
Vorlage war Dodie Smiths Roman Hundertundein Dalmatiner sowie dessen Zeichentrickverfilmung von Walt Disney. Anders als die frühere Serienadaption spielt Das Haus der 101 Dalmatiner wie Roman und Film im London der Gegenwart. Die Serie dreht sich um die Dalmatiner-Welpen Dolly und Dylan, die mit ihren Eltern sowie 97 jüngeren Geschwistern ohne Herrchen leben. In der Dalmatian Street erleben sie teils haarsträubende Abenteuer und geraten manchmal auch in brenzlige Situationen. Außerdem gibt es immer wieder Geschwisterrivalitäten und jeder sucht seinen Platz in der großen Familie.
| Figur           | Originalsprecher      | Deutscher Sprecher                        |
| --------------- | --------------------- | ----------------------------------------- |
| Dylan           | Josh Brener           | Konrad Bösherz                            |
| Dolly           | Michaela Dietz        | Esra Vural                                |
| Deliah „Mum“    | Ella Kenion           | Silvia Mißbach                            |
| Doug „Dad“      | Rhashan Stone         | Bernd Vollbrecht                          |
| Dante           | Kyle Soller           | Julien Haggège                            |
| Déjà Vu Destiny | Lauren Lindsey Donzis | Marlene Schick                            |
| Dorothy         | Margot Powell         | Marlene Schick Johanna Schmoll (Ep. 9–26) |
| Delgado         | Jack Binstead         | Philip Süß                                |
| Diesel          | Bert Davis            | Oskar Ehrhorn                             |
| Sid             | Doc Brown             | Santiago Ziesmer                          |
| Spencer         | Doc Brown             | Lucas Wecker                              |
| Stanislav       | Michael Golab         | Lucas Wecker                              |
| Snowball        | Daniela Denby-Ashe    | Katharina Spiering                        |
| Fahrer          |                       | Patrick Giese                             |
| Dawkins         | Rhys Isaac-Jones      | Hannes Maurer                             |
| DJ              | Maxwell Apple         | Amadeus Strobl                            |
| Hunter De Vil   | Joshua LeClair        | Christian Zeiger                          |

| #  | #  | Dt. Titel                          | Originaltitel                           | Premiere        | Dt. Premiere  |
| -- | -- | ---------------------------------- | --------------------------------------- | --------------- | ------------- |
| 1  | a  | Des Hundes bester Freund           | Dog´s Best friend                       | 14. Dez. 2018   | 15. Dez. 2018 |
| 1  | b  | Die Wumm-Nacht                     | Boom Night                              | 15. Dez. 2019 1 | 15. Dez. 2019 |
| 2  | a  | Der Alpha-Hund                     | Power to the Puppies                    | 18. März 2019 1 | 18. März 2019 |
| 2  | b  | Der Prinz von Dalmatien            | Who the dog do you think you are        | 19. März 2019 1 | 19. März 2019 |
| 3  | a  | Die Mutprobe                       | Walkies on the wild side                | 20. März 2019 1 | 20. März 2019 |
| 3  | b  | Sid und die Nüsse                  | May Contain Nuts                        | 21. März 2019 1 | 21. März 2019 |
| 4  | a  | Schneefrei                         | Winter Funderland                       | 22. März 2019 1 | 22. März 2019 |
| 4  | b  | Auf die Mützen, fertig, los!       | Snow Day                                | 25. März 2019 1 | 25. März 2019 |
| 5  | a  | Dylans Verehrerin                  | Perfect Match                           | 26. März 2019 1 | 26. März 2019 |
| 5  | b  | Feuer und Flamme                   | All Fired Up                            | 27. März 2019 1 | 27. März 2019 |
| 6  | a  | Dichtung und Wahrheit              | Poetry Scam                             | 28. März 2019 1 | 28. März 2019 |
| 6  | b  | Dylans heißes Würstchen            | Crushed Out                             | 29. März 2019 1 | 29. März 2019 |
| 7  | a  | Der Pudelwohlfühl-Tag              | Girls' Day Out                          | 01. Apr. 2019 1 | 01. Apr. 2019 |
| 7  | b  | Werbestar mit Hindernissen         | The Woof Factor                         | 02. Apr. 2019 1 | 02. Apr. 2019 |
| 8  | a  | Die Supernase – Part 1             | The Nose Job                            | 23. Apr. 2019   | 30. Sep. 2019 |
| 8  | b  | Die Supernase – Part 2             | The Nose Job                            | 24. Apr. 2019   | 30. Sep. 2019 |
| 9  | a  | Der gute Hund                      | My Fair Dolly                           | 25. Apr. 2019   | 01. Okt. 2019 |
| 9  | b  | Angriff der Flöhe                  | Flea-Mageddon                           | 29. Apr. 2019   | 01. Okt. 2019 |
| 10 | a  | Der königliche Besuch              | A Right Royal Rumble                    | 17. Aug. 2019   | 02. Okt. 2019 |
| 10 | b  | Die Dal-MARS-tiner                 | Dal-Martians                            | 18. Aug. 2019   | 02. Okt. 2019 |
| 11 | a  | Sicherheit geht vor                | A Date with Destiny… Dallas and Déjà Vu | 24. Aug. 2019   | 03. Okt. 2019 |
| 11 | b  | Hund und Katz                      | The Wow of Miaow                        | 25. Aug. 2019   | 03. Okt. 2019 |
| 12 | a  | Das Fenster zum Hof                | Fear Window                             | 31. Aug. 2019   | 04. Okt. 2019 |
| 12 | b  | Außer Rand und Band                | The Dog House                           | 01. Sep. 2019   | 04. Okt. 2019 |
| 13 | 13 | Familienurlaub                     | A Summer to Rem.                        | 07. Sep. 2019   | 07. Okt. 2019 |
| 14 | a  | Abkühlung gefällig?                | Long Tongue Day                         | 08. Sep. 2019   | 05. Okt. 2019 |
| 14 | b  | Die Pfotenkünstlerin               | Doggy Da Vinci                          | 14. Sep. 2019   | 05. Okt. 2019 |
| 15 | 15 | London, wir haben ein Problem      | London, We Have a Problem               | 15. Sep. 2019   | 06. Okt. 2019 |
| 16 | a  | Party hoch 3                       | It's My Party                           | 21. Sep. 2019   | 08. Okt. 2019 |
| 16 | b  | Fuchs im Haus                      | Fox in the Dog House                    | 22. Sep. 2019   | 08. Okt. 2019 |
| 17 | a  | Die Haushaltshilfe                 | Fetch                                   | 28. Sep. 2019   | 09. Okt. 2019 |
| 17 | b  | Der Wettbewerb                     | Don't Push Your Luck                    | 29. Sep. 2019   | 09. Okt. 2019 |
| 18 | a  | Der Fluch des Fährhundes           | The Curse of the Ferrydog               | 07. Dez. 2019   | 05. Apr. 2020 |
| 18 | b  | Lebende Mauern                     | The Walls Are Alive                     | 08. Dez. 2019   | 06. Apr. 2020 |
| 19 | a  | Diamanten-Diebstahl                | Diamond Dogs                            | 21. Dez. 2019   | 30. März 2020 |
| 19 | b  | Die Polizei, dein Pferd und Helfer | Ride Along                              | 22. Dez. 2019   | 31. März 2020 |
| 20 | a  | Pudelwolf                          | Poodlewolf!                             | 28. Dez. 2019   | 01. Apr. 2020 |
| 20 | b  | Die längste Nacht                  | The Longest Night                       | 29. Dez. 2019   | 02. Apr. 2020 |
| 21 | a  | Der Balanceakt                     | Balancing Act                           | 24. Jan. 2020   | 03. Apr. 2020 |
| 21 | b  | Dawkins im Streik                  | Dawkins Strikes Back                    | 24. Jan. 2020   | 04. Apr. 2020 |
| 22 | a  | Pudelwolfs Rache                   | Poodlefall!                             | 10. Feb. 2020   | 07. Apr. 2020 |
| 22 | b  | Darf ich bitten?                   | Dotty Dancing                           | 10. Feb. 2020   | 08. Apr. 2020 |
| 23 | a  | Dalmarella                         | Yappily Ever After                      | 11. Feb. 2020   | 09. Apr. 2020 |
| 23 | b  | Das Sommerfest                     | D-Factor                                | 11. Feb. 2020   | 10. Apr. 2020 |
| 24 | 24 | Puppy Dreams                       |                                         | 20. Feb. 2020   |               |
| 25 | a  | Dantes Inferno                     | Dante's Inferno                         | 21. Feb. 2020   | 11. Apr. 2020 |
| 25 | b  | Die De Vils schlagen zurück        | Better the De Vil You Know              | 21. Feb. 2020   | 12. Apr. 2020 |
| 26 | 26 | Die Pelzfabrik                     | The De Vil Wears Puppies                | 21. Feb. 2020   | 30. Mai 2020  |

## Belege
1. ↑  DAS HAUS DER 101 DALMATINER – Die neue Serie! || Disney Channel. Abgerufen am 29. November 2021 (deutsch).
2. ↑  "101 Dalmatian Street" Dog's Best Friend/Boom Night (TV Episode 2018) – IMDb. Abgerufen am 30. November 2021.
3. ↑  Augsburger Allgemeine: "Das Haus der 101 Dalmatiner": Start, Cast, Folgen, Handlung, Trailer. Abgerufen am 30. November 2021.
4. ↑  imfernsehen GmbH & Co KG: Das Haus der 101 Dalmatiner: Episodenguide. Abgerufen am 29. Dezember 2021.
5. ↑  Passion Pictures Teams Up With Disney For '101 Dalmatian Street'. 26. März 2019, abgerufen am 30. Dezember 2021 (amerikanisches Englisch).
6. ↑  imfernsehen GmbH & Co KG: Das Haus der 101 Dalmatiner. Abgerufen am 11. Dezember 2021.
7. ↑  Ganze Folgen von Das Haus der 101 Dalmatiner ansehen | Disney+. Abgerufen am 11. Dezember 2021.